# 마리아 (수라)
수라 마리아(아랍어: سورة مريم ‘마리아’[*])는 꾸르안의 19번째 수라(장)이다.

## 개요
마리아 또는 마리암은 기독교에서 마리아라는 명칭으로 불려 예수의 어머니, 혹은 성모 마리아이다.
꾸란에서는 여성 예언자 중 한 명인데 그녀의 이름을 이슬람식, 아랍식으로 뜻을 풀면 '하나님의 봉사자'라는 뜻이 된다.
| 이 전 알 까흐프 | 수라 19 (아랍어 원문) | 다 음 따하 |
| 1 2 3 4 5 6 7 8 9 10 11 12 13 14 15 16 17 18 19 20 21 22 23 24 25 26 27 28 29 30 31 32 33 34 35 36 37 38 39 40 41 42 43 44 45 46 47 48 49 50 51 52 53 54 55 56 57 58 59 60 61 62 63 64 65 66 67 68 69 70 71 72 73 74 75 76 77 78 79 80 81 82 83 84 85 86 87 88 89 90 91 92 93 94 95 96 97 98 99 100 101 102 103 104 105 106 107 108 109 110 111 112 113 114 |                       |            |